# 小行星6061
小行星6061是一颗围绕太阳公转的小行星。1981年9月20日，亨利·德波鸿诺在拉西拉天文台发现了此天体。
这颗小行星的绝对星等为322.42611等。